# Rodolfo Fantuzzi
Rodolfo Fantuzzi (Bologna, 5 maggio 1779 – Bologna, 1832) è stato un pittore italiano.

## Biografia

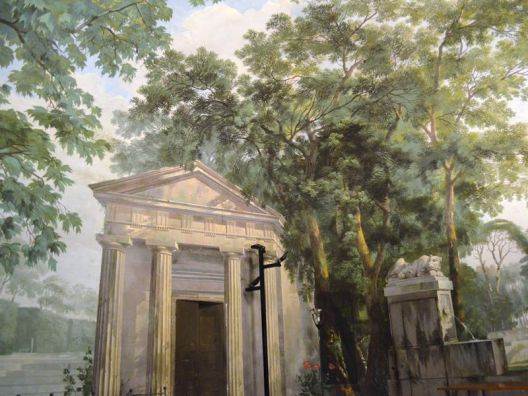
La Boschereccia di Palazzo Hercolani

Allievo precoce e talentuoso di Vincenzo Martinelli, viene indicato da Pietro Giordani come ispiratore del cambiamento di stile del maestro, con una svolta in senso «classicista e normalizzatrice».
Fantuzzi acquista notorietà come paesista specializzato nella pittura decorativa parietale, in voga a Bologna tra la prima metà del XVII secolo e la metà del XIX.
In particolare, a Bologna Fantuzzi realizza la stanza paese a Palazzo Hercolani, caratterizzata da un effetto illusionistico e preromantico.
Le Collezioni comunali d'arte conservano una sua Veduta all'ingresso di Villa Borghese, mentre due suoi paesaggi sono a palazzo Davia Bargellini nelle collezioni del Museo civico d'arte industriale. Ha realizzato vari monumenti funebri anche alla Certosa di Bologna in collaborazione con Giovanni Putti, Giacomo Savini e/o Flaminio Minozzi.
Già membro dell'Accademia Clementina, è stato professore e segretario all'Accademia di belle arti di Bologna.
Morto per «improvviso morbo» nel 1832. Fantuzzi è sepolto in Certosa, nella Galleria degli Angeli.